# Paul Preuss (Schriftsteller)
Paul Preuss (* 7. März 1942 in Albany, Georgia) ist ein US-amerikanischer Science-Fiction-Autor.

## Leben
Preuss ist ein Autor von Science-Fiction-Romanen. Bekannt wurde er durch seine Roman-Reihe Arthur C. Clarke’s Venus Prime, deren Handlung sich um Begebenheiten, Charaktere und Orte aus Kurzgeschichten von Arthur C. Clarke dreht. Sein Roman Core war die Vorlage für den Film The Core – Der innere Kern.
Daneben schreibt Preuss Buchbesprechungen und Fachartikel für US-amerikanische Zeitungen und Magazine und arbeitet  als Berater von Filmunternehmen.

## Werke
Romane
- Broken Symmetries.
- Human Error. 1985 (deutsch: Fehlfunktion. Bastei Lübbe, 1990).
- Re-entry.
- The Gates of Heaven.
- Starfire. 1988.
- Core. 1993.
- Secret Passages. 1997.

Venus-Prime-Reihe deutsch: Codename: Sparta
- Breaking Strain. 1987 (deutsch: Die Sternenkönigin. Bastei Lübbe, 1989).
- Maelstrom. 1988 (deutsch: Das Venusrätsel. Bastei Lübbe, 1990).
- Hide & Seek. 1989 (deutsch: Das Mars-Labyrinth. Bastei Lübbe, 1991).
- The Medusa Encounter. 1990 (deutsch: Das Medusa-Abenteuer. Bastei Lübbe, 1991).
- The Diamond Moon. 1990 (deutsch: Der Jupiter-Diamant. Bastei Lübbe, 1992).
- The Shining Ones. 1991 (deutsch: Das Weltenschiff. Bastei Lübbe, 1993).